# Tantulacus karolae
Tantulacus karolae är en kräftdjursart som beskrevs av Mohrbeck, Martínez Arbizu och Glatzel 20. Tantulacus karolae ingår i släktet Tantulacus och familjen Deoterthridae. Inga underarter finns listade i Catalogue of Life.